# Elkhorn (Virginia Occidental)
Elkhorn es un área no incorporada ubicada en el condado de McDowell (Virginia Occidental), Estados Unidos. Está clasificada como un asentamiento humano por el Sistema de Información de Nombres Geográficos. La Casa John J. Lincoln figuraba en el Registro Nacional de Lugares Históricos en 1992.
Aparece registrada en U.S. Geological Survey con fecha de entrada del 27 de junio de 1980. El número de identificación asignado por el Sistema de Información de Nombres Geográficos es 1554386.

## Geografía
Se encuentra a una altitud de 606 m s. n. m. (1988 pies) según el Servicio Geológico de Estados Unidos.